# Zeitschrift für Lebensmittel-Untersuchung und -Forschung
Die Zeitschrift für Lebensmittel-Untersuchung und -Forschung (ZLUF) war lange Zeit eine der wichtigsten wissenschaftlichen Zeitschriften für Lebensmittelchemie in Europa. Ihre Ursprünge reichen bis 1886 zurück. Langjähriger Herausgeber der ZLUF war von 1969 bis 1993 Friedrich Kiermeier. Die ZLUF erschien im Springer-Verlag. 1999 wurde sie in European Food Research and Technology umbenannt. Das Nachfolgejournal wird von Thomas Henle, Professor für Lebensmittelchemie an der TU Dresden, herausgegeben.

## Geschichte

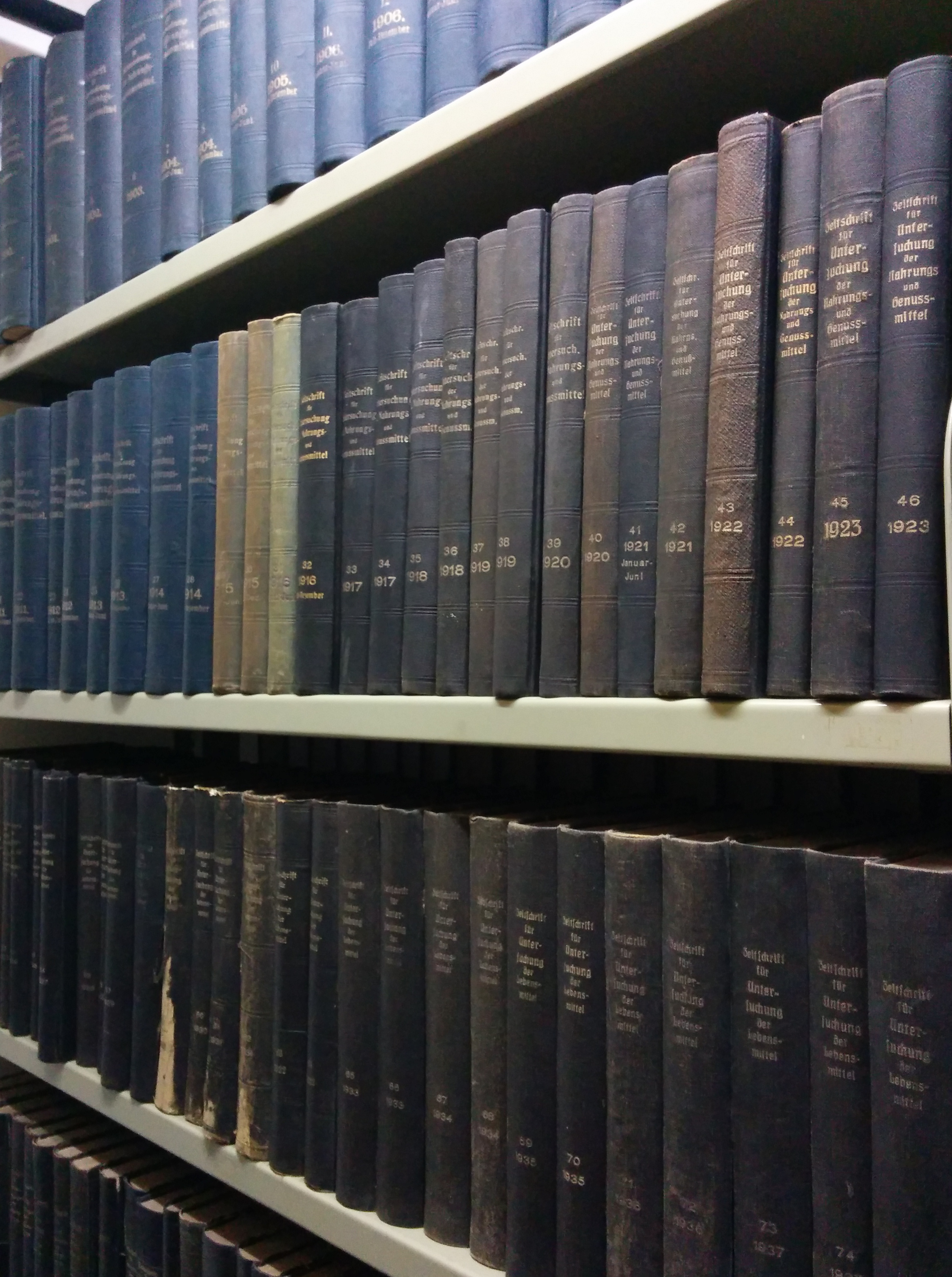
Sammelbände aus dem frühen 20. Jahrhundert in einer wissenschaftlichen Bibliothek

Die „Zeitschrift für Lebensmittel-Untersuchung und -Forschung“ entstand aus Vorläuferzeitschriften, die zuerst im Jahr 1886 im Verlag von Julius Springer erschienen. Im Jahr 1886 wurde die erste Ausgabe der „Vierteljahresschrift über die Fortschritte der Chemie der Nahrungs- und Genußmittel, der Gebrauchsgegenstände sowie der hierher gehörenden Gewerbe“ veröffentlicht. Herausgeber der Zeitschrift, die auf einer jährlich erscheinenden Vorgängerschrift basierte, waren Albert Hilger (Erlangen), R. Kayser (Nürnberg), Joseph König und Eugen Sell (Berlin). Albert Hilger war ebenfalls Gründer der „Freien Vereinigung der bayerischen Vertreter der angewandten Chemie“, die später zur Lebensmittelchemischen Gesellschaft wurde, die eine Zeitschrift „Forschungs-Berichte über Lebensmittel und ihre Beziehungen zur Hygiene, über forense Chemie und Pharmacognosie“ herausgab. Seit 1897 wurde diese Zeitschrift ebenfalls beim Verlag von Julius Springer verlegt.
1898 wurden beide Zeitschriften zur Zeitschrift für Untersuchung der Nahrungs- und Genußmittel sowie der Gebrauchsgegenstände vereinigt, die von Karl Heinrich von Buchka (Berlin), Albert Hilger und Joseph König herausgegeben wurde. Die Zeitschrift enthielt Originalbeiträge, Referate aus internationalen Zeitschriften, Kongressberichte und Berichte über neue Gesetze und Verordnungen. Sie wurde zunächst monatlich und seit 1901 zweiwöchentlich herausgegeben. 1901 wurden beispielsweise 1220 Seiten publiziert.
Im Jahr 1926 wurde der Titel der Zeitschrift in „Zeitschrift für Untersuchung der Lebensmittel“ (ZUL) geändert, von 1943 bis 1999 hieß der Titel „Zeitschrift für Lebensmittel-Untersuchung und -Forschung“. Der Lebensmittelchemiker und -technologe Friedrich Kiermeier wurde 1951 der Leiter des Büros des Herausgebers, 1969 übernahm er die Rolle des Herausgebers (Editor-in-Chief). Seit 1951 wurde die Zeitschrift zu einer internationalen Plattform. 1984 wurde der Untertitel „International Journal of Food Research and Technology“ hinzugefügt. Seit 1985 (Volume 181) war die Zeitschrift das offizielle Organ der „Working Party of Food Chemistry of the Federation of European Chemical Societies“.

## Rezeption
Der Impact Factor des International Journal of Food Research and Technology lag im Jahr 2012 bei 1,436. In der Statistik des Science Citation Index wurde die Zeitschrift mit diesem Impact Factor an 52. Stelle von 124 Zeitschriften in der Kategorie „Ernährungswissenschaft & Lebensmitteltechnologie“ geführt.

## Herausgeber
- 1898–1917: Karl Heinrich von Buchka[2]
- 1898–1905: Albert Hilger
- 1898–1930: Joseph König
- 1905–1936: Aloys Bömer
- 1919–1939: Adolf Juckenack
- ab 1931: A. Börner, A. Juckenack, Josef Tillmans
- ab 1935: A. Börner, A. Juckenack, Ernst Nottbohm
- ab 1936: Ernst Bames, Johann Großfeld, A. Juckenack
- ab 1939: Ernst Bames, B. Bleyer, J. Grossfeld
- ab 1948: S. W. Souci
- von 1969 bis 1993: Friedrich Kiermeier
- ab 1984: Friedrich Kiermeier und Henning Klostermeyer
- ab 1993: Henning Klostermeyer, Hans Miethke, Erich Coduro